# Massacro di Nantes
Il massacro di Nantes o caso Dupont de Ligonnès è l'omicidio di cinque membri della stessa famiglia a Nantes, nella Loira Atlantica, in Francia, seguito dalla scomparsa del capofamiglia, Xavier Dupont de Ligonnès. Sua moglie Agnès Dupont de Ligonnès e i loro quattro figli sono stati assassinati in una data indeterminata all'inizio dell'aprile 2011, e i loro corpi sono stati trovati sepolti nel giardino di casa il 21 aprile 2011. Di Xavier Dupont de Ligonnès si sono da allora perse le tracce ed è considerato il principale sospettato del delitto; su di lui pende un mandato d'arresto internazionale ed è dal 2011 uno degli uomini più ricercati di Francia.

## La famiglia

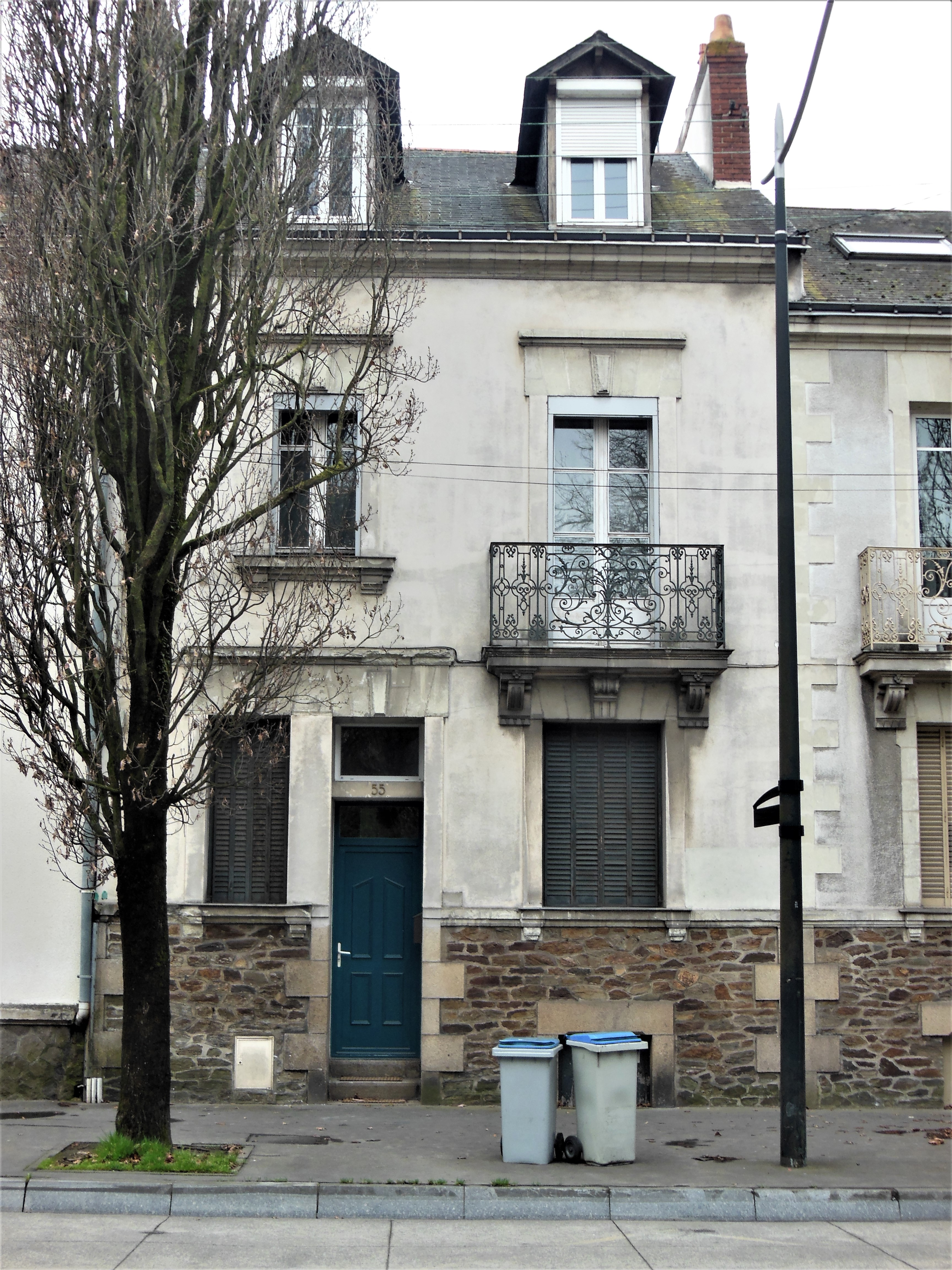
Facciata della casa di famiglia, al civico 55 della Boulevard Robert-Schuman a Nantes

La famiglia Dupont de Ligonnès è un'antica famiglia aristocratica francese originaria di Annonay, nella regione del Vivarais nel sud-est della Francia. I loro antenati includono Édouard du Pont de Ligonnès (1797–1877), che sposò Sophie de Lamartine, sorella del poeta Alphonse de Lamartine e il cui figlio più giovane, Charles du Pont de Ligonnès, divenne vescovo di Rodez.
Nel 2011 Xavier e Agnès vivevano al numero 55 della Boulevard Robert-Schuman a Nantes, nella Loira-Atlantica, in una casa modesta nella periferia occidentale della città.

### Genitori

#### Xavier, il padre
Xavier Pierre Marie Dupont de Ligonnès (nato il 9 gennaio 1961 a Versailles) è il figlio di Bernard-Hubert Dupont de Ligonnès (7 novembre 1931-20 gennaio 2011), un ingegnere laureato presso l' École nationale supérieure de mécanique et d'aérotechnique a Poitiers; sua madre era Geneviève Thérèse Maître. Le attività professionali di Xavier erano molto vaghe, ma viene descritto come un venditore da una fonte vicina all'inchiesta.
Xavier iniziò diverse attività commerciali con scarso successo, la maggior parte delle quali si rivolgeva a venditori in viaggio e ospiti di ristoranti. Un'azienda con sede a Pornic, chiamata SELREF, aveva uno scopo segreto e definito in modo ambiguo. La contabilità della società del 2006, accessibile tramite un sito web commerciale pubblico, mostra solo le informazioni minime e gli ultimi dati relativi alla società sono stati depositati presso il registro di commercio francese il 24 febbraio 2004. Come manager di SELREF, Xavier ha assunto sei venditori nel 2003 mandandoli via tutti poco dopo.

#### Agnès, la madre
Agnès Hodanger nacque il 9 novembre 1962 a Neuilly-sur-Seine, alla periferia di Parigi. È stata assistente presso la scuola cattolica Blanche-de-Castille a Nantes, dove parte dei suoi compiti comprendeva l'insegnamento del catechismo. È stata descritta come molto religiosa, frequentava regolarmente la messa con i suoi figli. I parrocchiani l'hanno descritta come gentile ma severa con i suoi figli. Aveva 48 anni al momento della sua morte.
Nel 2004, sette anni prima dell'omicidio, scrisse in modo prolifico sul forum medico online francese Doctissimo. Agnès ha descritto le difficoltà che lei e suo marito hanno affrontato e scrisse che lui dichiarò che una morte di gruppo in famiglia non sarebbe stata una catastrofe.

### I figli

#### Arthur
Arthur Nicolas Dupont de Ligonnès è nato il 7 luglio 1990 da un altro padre, ma è stato riconosciuto da Xavier come suo figlio quando ha sposato Agnès quando Arthur aveva due anni. Ottenne il baccalauréat in Scienza, tecnologia industriale e sviluppo sostenibile all'età di 20 anni Stava studiando per un diploma tecnico in informatica presso la scuola privata Saint-Gabriel a Saint-Laurent-sur-Sèvre nel dipartimento della Vandea, a un'ora di macchina da Nantes. È stato anche impiegato come cameriere in una pizzeria a Nantes. Aveva 20 anni al momento della sua morte.

#### Thomas
Thomas Dupont de Ligonnès era nato il 28 agosto 1992 a Draguignan, nel sud della Francia. Ha conseguito un baccalauréat in letteratura quando aveva 17 anni Era appassionato di musica e la studiò all'Università Cattolica dell'Ovest di Angers. Viveva nella residenza di Saint-Aubin ed era descritto come un "ragazzo normale che era spesso accompagnato dalla sua famiglia e ripreso", mentre molti dei suoi compagni di classe lo ricordano come "molto discreto". Aveva 18 anni al momento della sua morte.

#### Anne
Anne Dupont de Ligonnès era nata il 2 agosto 1994 a Draguignan. Era all'undicesimo anno dopo un curriculum accademico in Scienze, ed è stata descritta dai suoi amici e parenti come una ragazza che condivideva le credenze religiose di sua madre ed era premurosa e disponibile. I suoi amici iniziarono a preoccuparsi quando si accorsero che era irraggiungibile e non rispondeva alle chiamate. Anne aveva 16 anni al momento della sua morte.

#### Benoît
Benoît Dupont de Ligonnès era nato il 29 maggio 1997, figlio minore di Xavier e Agnès. Secondo i suoi amici e compagni di scuola secondaria, era popolare e molte ragazze lo adoravano. Era un chierichetto nella chiesa di Saint-Félix a Nantes. Aveva 13 anni al momento della sua morte.

## Cronologia degli eventi

### Le ultime attività della famiglia
- Il contratto di locazione della casa era stato risolto.[20]
- Tutti i conti bancari erano stati chiusi.[21]
- La scuola dei figli ricevette un pagamento finale.[22]
- Il datore di lavoro di Agnès è stato informato che soffriva di gastroenterite e poi che si sarebbe trasferita in Australia.[23]
- Sulla cassetta delle lettere fu scritto un messaggio: "Si prega di restituire tutta la corrispondenza al mittente. Grazie!".
- La casa era stata completamente svuotata.[24]

#### Marzo 2011
- Dei proiettili di fucile furono acquistati il 12 marzo.[25]
- Xavier si registrò al poligono di tiro Charles Des Jamonières a nord di Nantes, dove andò quattro volte tra il 26 marzo e il 1º aprile.[4] Ottenne la licenza per le armi da fuoco il 2 febbraio 2011. Thomas e Benoît avevano anche iniziato a imparare a sparare, mentre Arthur doveva iniziare.[26]
- Nella casa di famiglia fu ritrovata una ricevuta di vendita emessa da un negozio di bricolage. Il negozio si trovava a Saint-Maur, nel dipartimento francese centrale dell'Indre, a circa 320 chilometri (200 miglia) da Nantes, a 3,5 ore di auto. La ricevuta era datata a un mercoledì di fine marzo, il 23 o il 30 e riportava diversi acquisti, tra cui un rotolo di grandi sacchetti per rifiuti e una scatola di lastre di plastica adesive per pavimentazione.

#### Aprile 2011

##### Venerdì 1º aprile
- Arthur, il figlio maggiore, lascia il college dove stava studiando e non si presenta alla pizzeria dove lavorava e dove doveva andare a ritirare la sua paga mensile. Il suo capo è sorpreso da questo, affermando che Arthur veniva sempre a ritirare la sua paga il primo giorno del mese.[27]
- Xavier Dupont de Ligonnès acquista cemento, una pala e una zappa.

##### Sabato 2 aprile
- Xavier acquista quattro sacchi di calce viva, da 10 kg ciascuno, da diversi negozi nella zona di Nantes.[28]

##### Domenica 3 aprile
- Un vicino, Fabrice, vede Agnès per l'ultima volta. Poco dopo, vede Xavier "mettere grossi bagagli nella sua macchina", una Citroën C5.[29]
- La coppia e tre dei bambini cenano in un ristorante a Nantes, poi vanno al cinema.
- Alle 10.37 di sera, Xavier lascia un messaggio alla segreteria di sua sorella Christine: «Abbiamo passato la domenica sera al cinema insieme, poi in un ristorante, e siamo appena tornati, chiamo solo per chiedere se è troppo tardi per parlare con te al telefono e ora vedo che hai lasciato la segreteria. Ma . . . Sono rimasto sorpreso, mi hai parlato di Bertram, che si sta preparando per il suo volo!? Eh?! Ma . . . Pensavo fosse appena arrivato! . . . Quindi sono rimasto un po' sorpreso. Comunque, ti mando il mio amore. . . Se non è troppo tardi, richiamami o mandami un messaggio e ti chiamo. OK, metto a letto i bambini, saluta tutti. A presto! . . . Forse . . .».[30] La registrazione del messaggio vero e proprio è stata rilasciata pubblicamente nel settembre 2019.[31]

##### Lunedì 4 aprile
- Anne e Benoît non si presentano alla loro scuola, La Perverie-Sacré-Cœur, "a causa di una malattia".[29][32] Gli amici di Anne e Benoît iniziano a preoccuparsi quando non riescono a raggiungerli.  Ricordano una voce sulla famiglia in partenza per l'Australia, dove il padre aveva ricevuto un trasferimento di lavoro, e trovano sospetto che i loro amici non gli avessero detto di questa "partenza". Tentano di contattare Benoît e Anne online e tramite messaggio.[33]
- Xavier parla con sua sorella, Christine de Ligonnès, al telefono per 20-30 minuti.[34] Lei raccontò in seguito che tutto sembrava normale.[35]
- Xavier cena da solo con suo figlio Thomas a La Croix Cadeau,[36] un ristorante di lusso ad Avrillé, vicino ad Angers. La coppia è arrivata verso le 21:00. Xavier ha ordinato un menu degustazione da € 35 con mezza bottiglia di vino rosso Anjou-towns-brissac; Thomas aveva un piatto di branzino e un succo di pomodoro. Il conto totale fu di 72,55 euro. I due camerieri ricordano che Thomas non si sentì bene verso la fine della cena e che Xavier e Thomas si parlavano a malapena mentre mangiavano.[37]

Gli investigatori ritengono che Xavier Dupont de Ligonnès abbia ucciso sua moglie e tre dei suoi figli nella notte tra il 3 e il 4 aprile, e abbia poi assassinato suo figlio Thomas la sera del 5 aprile.

##### Martedì 5 aprile
- Un ufficiale giudiziario si reca presso la casa di famiglia per recuperare un debito di 20.000 euro, ma nessuno risponde alla porta.[38]
- I vicini della famiglia contestano la data di morte dichiarata di Agnès. Hanno affermato di averla vista davanti a casa sua il 5 aprile intorno alle 12.15 o alle 12.30 pm, e di nuovo il 7 aprile.[39] Il procuratore di Nantes ha riconosciuto che gli esperti forensi non sono stati in grado di determinare con esattezza il giorno esatto del decesso. Inoltre, un dipendente di un parrucchiere vicino alla casa ha affermato su RTL di aver visto Agnès martedì 5 aprile. Il dipendente ha dichiarato: "Sono venuto a ritirare la mia paga. Era un martedì, era il 5 aprile. Avevo bisogno del mio stipendio. L'ho vista sul marciapiede mentre parlava al telefono verso le 12.15 o le 12.30".[40]
- Un amico di Thomas che ha studiato musica con lui ha confermato che Thomas ha trascorso il martedì pomeriggio con lui a casa dell'amico ad Angers, dove hanno suonato e guardato la televisione.[41] Thomas aveva programmato di passare la notte a casa del suo amico, ma Xavier telefonò a suo figlio, chiedendogli di tornare a Nantes, poiché sua madre era stata coinvolta in un "incidente in bicicletta". Thomas cenò velocemente con il suo amico, poi prese un treno per tornare a casa verso le 10 di sera. Il giorno successivo, l'amico ha cercato di contattare Thomas, ma ricevette solo brevi messaggi di testo in risposta, del tipo "non posso vederti, sto male" e "Sono davvero malato, non vengo a lezione". Due giorni dopo la partenza di Thomas, il suo amico ricevette un messaggio: "Ho esaurito la batteria, mio padre sta cercando un nuovo caricabatterie per me". Questo fu l'ultimo che l'amico di Thomas ricevette da lui o da qualsiasi altro membro della famiglia. Pauline, ex ragazza e compagna di classe di Thomas, lo ricorda come un "ragazzo spensierato, allegro e felice".[42] Ha dichiarato che non si sono frequentati a lungo e ha descritto il suo ex ragazzo come "un ragazzo davvero simpatico che ha sempre ascoltato quello che avevi da dire ... molto vicino ai suoi fratelli, sorella, madre e padre ... appassionato di musica e cinema". Ha anche affermato di aver parlato con lui su Facebook martedì 5 aprile mentre era a casa del suo amico e che le era sembrato "strano nel suo modo di scrivere" quando le disse che suo padre gli aveva detto che sua madre aveva fatto un incidente in bicicletta e che Thomas doveva tornare a casa la sera stessa. Inoltre, il giorno prima (lunedì 4 aprile), aveva notato che sembrava "solitario" e le aveva detto che "avrebbe saltato le lezioni il mercoledì per venire a una prova di musica", ma non si è presentato alle prove, che non era da lui.
- Durante questa settimana, i vicini sentirono i cani di famiglia ululare per due notti consecutive per poi non sentirli mai più.[29]

##### Mercoledì 6 aprile
- La fidanzata di Arthur, preoccupata per non averlo sentito, bussa alla porta della casa di famiglia, dove "al primo piano era accesa una luce", ma i due Labrador della famiglia non abbaiarono quando bussò.

##### Giovedì 7 aprile: diversi testimoni affermano di aver visto Agnès viva
- Xavier viene visto fare diversi viaggi di ritorno dalla casa alla sua auto, caricando l'auto con diverse grandi borse.[43] Una vicina afferma di aver parlato con Agnès in questo giorno: "Il 7 aprile ho visto Agnès che portava a spasso il suo cane. Abbiamo parlato brevemente, poi ho interrotto la nostra chiacchierata perché avevo un appuntamento importante".[44]
- Lo stesso vicino ha parlato con RTL in anonimato, dicendo "i giornali dicono che le autopsie hanno stabilito come data della morte il 4 [aprile], ma sono quasi convinto di averla vista la sera di giovedì 7 perché sapevo di non avere molto tempo per parlarle mentre prendevo mio figlio dalla babysitter come ogni giovedì sera".[39][40]
- Un report di Anne-Sophie Martin sul programma Envoyé spécial ("Corrispondente speciale"), trasmesso sul canale France 2 il 24 ottobre 2013, affermava che più di due anni dopo gli eventi, questa vicina era ancora convinta di aver visto Agnes il 7. Il rapporto ha rivelato un altro testimone che era d'accordo con questo: un'amica commessa di Agnès che ha dichiarato di averla vista nel suo negozio giovedì 7 o venerdì 8 aprile.[45]

##### Venerdì 8 aprile
- Xavier scrive sul forum cattolico online cite-catholique.org.[46] Secondo il pubblico ministero, "è andato online per l'ultima volta l'8 aprile dall'indirizzo IP della casa della famiglia a Nantes".[47]
- Manda un'e-mail a suo cognato (il marito di Christine), dicendo "Va tutto bene, Bertram, sentirai presto notizie più dettagliate tramite Christine. Arrivederci. Ti auguro il meglio, Xavier".[48]
- Un messaggio alla madre e alla sorella di Xavier viene inviato dall'indirizzo IP della casa di famiglia. Dopo che questo fu rivelato da RTL e Le Figaro il 7 maggio, l'avvocato della famiglia, Stéphane Goldenstein, ha detto "è stato inviato dal loro indirizzo IP, ma se fosse stato scritto sotto costrizione? O Xavier si è ucciso o è stato assassinato. . ."

### Scomparsa e lettere

#### Lunedì 11 aprile
- La scuola di Anne e Benoît riceve una lettera firmata da Xavier, in cui si afferma che Anne e Benoît lasceranno la scuola e la famiglia si trasferirà in Australia a causa di "cambiamenti professionali urgenti". La scuola cattolica dove lavora Agnès riceve una lettera di dimissioni firmata da Agnès, dove c'era scritta la stessa ragione per andare via. Il preside prova a contattarla per telefono ma non ci riesce.[29]
- Una lettera dattiloscritta e non firmata datata 11 aprile (la data potrebbe essere stata aggiunta in seguito) viene inviata ai parenti stretti di Xavier. Lo ha rivelato la stampa il 5 maggio.[49] In questa lettera, Xavier spiega che dopo aver lavorato di nascosto per l'American Drug Enforcement Administration (DEA), l'intera famiglia ha dovuto trasferirsi negli Stati Uniti come parte di un programma federale di protezione testimoni e che nessuno sarà in grado di contattarli per alcuni anni. Consiglia ai suoi parenti di far circolare sui social rapporti che la famiglia si era effettivamente trasferita in Australia. Non ci sono prove che questa lettera sia stata scritta da Xavier Dupont de Ligonnès. Ad oggi, i risultati dell'analisi del DNA (se ce ne sono) sono sconosciuti.
- Xavier trascorre la notte dall'11 al 12 aprile all'Hôtel Première Classe di Blagnac, vicino a Tolosa, nel sud della Francia, e paga il soggiorno con carta di credito. Poi parte con la sua Citroën C5.

#### Martedì 12 aprile
- Xavier trascorre la notte dal 12 al 13 aprile all'Auberge de Cassagne a Le Pontet nel Vaucluse, nel sud-est della Francia, sotto il falso nome di Laurent Xavier. Paga 214,59 € con carta di credito.

#### Mercoledì 13 aprile
- I vicini di Nantes si preoccupano e contattano la polizia. Le persiane della casa sono chiuse da più di una settimana e l'auto di Agnès è rimasta per tutto il tempo parcheggiata fuori in strada.[29]
- Xavier trascorre la notte dal 13 al 14 aprile in un hotel a La Seyne-sur-Mer nel Var, nel sud-est della Francia. Aveva vissuto in città negli anni '80. Un'ex fidanzata di quel periodo ha informato la polizia che Xavier l'aveva contattata quella sera, sebbene non si fossero incontrati.[50]

#### Giovedì 14 aprile
- Xavier ritira 30 euro da un bancomat a Roquebrune-sur-Argens, nel Var.[29]
- Quella sera, Xavier dorme all'Hotel Formule 1 in città, dove viene ripreso da una telecamera di sorveglianza, l'ultimo avvistamento conosciuto di lui.[51]

#### Venerdì 15 aprile
- Xavier esce dall'hotel, abbandonando lì la sua macchina.

### Inizio della indagini e scoperta dei corpi

#### Martedì 19 aprile
- Si apre un'indagine e si scopre l'acquisto di materiali per il fai da te da parte di Xavier.

#### Giovedì 21 aprile
- Viene emesso un avviso di "ricercato" per tutta la famiglia. Durante il giorno, gli investigatori scoprono i resti di Agnès e dei quattro figli sotto il patio nel giardino sul retro della casa.[29] Anche i due cani Labrador della famiglia erano stati uccisi e sepolti.
- Nella notte dal 21 al 22 aprile, la Citroën C5 blu metallizzato con immatricolazione 235 CJG 44 viene trovata nel parcheggio dell'Hotel Formula 1 a Roquebrune-sur-Argens dalla polizia dotata di un sistema di riconoscimento automatico delle targhe.[52][53] Cosa accadde alla Pontiac, anch'essa ricercata, rimane sconosciuto a tutt'oggi.
- Gli investigatori indirizzano le indagini verso un monastero. Si ipotizza che Xavier Dupont de Ligonnès possa essersi ritirato in un monastero, dove gli sarebbe stata concessa discrezione.[54]

### Autopsie, funerali e cremazione

#### 22 aprile: autopsie
- Secondo le autopsie, le vittime sono state drogate e poi uccise con un fucile lungo calibro 22 mentre dormivano.[29] Xavier aveva un'arma di questo calibro, che ha ereditato da suo padre tre settimane prima degli omicidi.[32]
- Il procuratore di Nantes afferma che consentirà la sepoltura delle vittime nei prossimi giorni.[55] La sorprendente rapidità di questa procedura, unita al fatto che ai parenti è stato consigliato di non visionare i corpi, porta i parenti di Xavier a credere che i corpi recuperati non siano quelli di Agnès e dei suoi figli.[56]
- Viene emesso un mandato di arresto internazionale per localizzare Xavier Dupont de Ligonnès, al fine di ottenere da lui una testimonianza riguardo agli omicidi.[57]

#### 28 aprile: funerali
- Il funerale della famiglia si è tenuto alle 14.30 nella chiesa di Saint-Félix a Nantes. La famiglia Dupont de Ligonnès frequentava regolarmente questa chiesa e Benoît era un chierichetto lì. 1.400 persone hanno partecipato al funerale.[58] La famiglia ha richiesto una cerimonia semplice senza fiori né ghirlande. Per l'evento è stata fornita una notevole sicurezza. I corpi sono stati cremati dopo il funerale. Le vittime sono state sepolte sabato 30 aprile alle 10.30. Sono a Noyers-sur-Serein, nel dipartimento dell'Yonne, nella Francia centro-orientale, luogo d'origine della famiglia di Agnès.[59]

### La caccia per Xavier Dupont de Ligonnès
Il 29 aprile è stata effettuata una perquisizione nel dipartimento del Var. Il 10 maggio viene emesso un mandato d'arresto internazionale per Xavier Dupont de Ligonnès.
Il 23 giugno, esperti di speleologia hanno perquisito 40 grotte naturali in un raggio di 15 chilometri intorno a Roquebrune-sur-Argens.

### Copertura mediatica e "cyber-investigazione"
In seguito alla scomparsa di Xavier Dupont de Ligonnès, e sulla base di elementi dell'indagine di polizia riportati dai media, "centinaia di utenti Internet francesi, affascinati da questo curioso crimine, sono diventati cyber-investigatori improvvisati e con grande entusiasmo hanno ricreato ogni traccia digitale rimasta di Agnès e Xavier "su Facebook.
Secondo un comunicato stampa dell'AFP su Le Monde, "gli amministratori di un sito web cattolico, classificato come fondamentalista dall'episcopato, hanno confermato che Xavier Dupont de Ligonnès era un membro del loro forum, dove nel 2010 ha chiesto il significato di "sacrificio" e di recente era diventato "aggressivo". Xavier è stato coinvolto in varie discussioni teologiche sotto diverse identità online sul forum cristiano La Cité catholique. Fu infine bannato dal forum. Secondo una fonte vicina a Xavier, "non ha mai messo piede in una chiesa". Uno studio pubblicato da Bernard Blandre in Mouvements Religieux ("Religious Movements") e successivamente messo in linea afferma che se Xavier è l'assassino, il suo movente allora non è religioso.

## Linee di indagine
Le indagini sono in corso dal 2011 ed hanno portato a più di 800 piste diverse, oltre a ricerche che hanno sempre condotto a vicoli ciechi.

### Amici
- Prima della sua scomparsa, Xavier Dupont de Ligonnès tentò di entrare in contatto con diversi vecchi amici. La polizia di Nantes, agli ordini del giudice Robert Tchalian, ha trascorso più di due anni alla ricerca di Claudia, una donna tedesca che Xavier aveva quasi sposato all'inizio degli anni ottanta e con la quale era rimasto in contatto.
- Il 27 febbraio 2013, la polizia tedesca aveva programmato deciso di lanciare un appello per i testimoni sul programma tedesco Aktenzeichen XY ungelöst ("Case Number XY Unsolved") sul canale pubblico tedesco ZDF.[64] Questo appello è stato abbandonato quando la sorella e il cognato di Xavier hanno notato che il file includeva i loro indirizzi e-mail, in contrasto con le severe leggi tedesche sulla privacy.[65] Secondo il procuratore francese Brigitte Lamy, le informazioni dalla Germania sono state fornite agli investigatori francesi il 16 aprile 2013 ma "non hanno aggiunto nulla di rilevante".[66]

### Indagine statunitense
Xavier Dupont de Ligonnès creò la Netsurf Concept LLC, una società iscritta nel registro di commercio in Florida. Il suo consigliere era Gérard Corona, un immigrato francese e manager della società Strategy Netcom, fondata nel 1998. Corona è specializzato nell'assistenza agli stranieri per procedure amministrative e legali negli Stati Uniti. Aiuta anche i suoi clienti ad aprire conti bancari esteri e ad ottenere carte bancarie anonime che consentono di prelevare denaro ovunque nel mondo senza lasciare traccia. È stato teorizzato che Xavier Dupont de Ligonnès avrebbe potuto utilizzare questi servizi per scomparire.

### Ricerche nel Massif des Maures
- Il 9 aprile 2013 è stata condotta un'operazione per ritrovare il corpo di Xavier Dupont de Ligonnès. Gli investigatori, assistiti da sommozzatori, hanno perquisito le vecchie miniere di piombo Pic Martin a Cannet-des-Maures nel Var.[68][69] Fu qui che Jacques Massié e la sua famiglia furono trovati assassinati nel 1981.[70]
- Il 2 maggio 2013 è stata effettuata una perquisizione da 50 agenti di polizia e vigili del fuoco di un'unità specializzata nella perquisizione di luoghi pericolosi e di difficile accesso. La ricerca si è rivelata infruttuosa.[71]

### Conclusioni degli investigatori
La procuratrice Brigitte Lamy non ha riconsiderato lo status di sospettato di Xavier Dupont de Ligonnès e rimane convinta che si sia suicidato. Se il suo corpo verrà ritrovato e non ci saranno altri sospetti, l'indagine verrà chiusa "di default".
Nel giugno 2013, un corpo è stato trovato a 20 chilometri (12 miglia) dal punto in cui Xavier Dupont de Ligonnès è stato visto l'ultima volta. È stata eseguita un'autopsia che non ha escluso completamente la possibilità che il corpo fosse quello di Xavier. La procuratrice di Draguignan, Danielle Drouy-Ayral, ha dichiarato "in questo momento, non è il corpo di Xavier Dupont de Ligonnès", senza fornire ulteriori dettagli per spiegare questa dichiarazione.

### Scoperta di alcune ossa
La sera di martedì 28 aprile 2015, un uomo ha scoperto delle ossa in una foresta a Bagnols-en-Forêt, vicino a Fréjus, sulla costa meridionale della Francia, vicino a dove è stato visto l'ultima volta Xavier Dupont de Ligonnès.
La polizia collegò la vicenda alla scomparsa di Xavier e ha analizzato quello che sembrava essere un campo di sopravvivenza in cui sono stati scoperti altri oggetti, tra cui un portafoglio vuoto, un accendino, un paio di occhiali, un sacco a pelo, una rivista e un conto risalente al 2011. Presumibilmente è stato trovato anche un perno medico nell'osso dell'avambraccio del defunto sconosciuto. Tuttavia, per quanto a conoscenza della polizia, Xavier Dupont de Ligonnès non aveva un dispositivo medico nell'avambraccio, anche se non è impossibile che sia stato operato dopo la sua scomparsa. La rivista che è stata ritrovata sembrava risalire al 2010, precedente alla scomparsa di Xavier nel 2011.
Il 1º maggio 2015, il sito web RTL.fr ha riferito che "il DNA ottenuto dagli effetti personali attorno al corpo scoperti la sera del 28 aprile a Bagnols-en-Forêt non è quello di Xavier Dupont de Ligonnès, ma quello di un altro uomo la cui identità è attualmente sconosciuta".

### Nota al giornalista
A metà luglio 2015, un giornalista di Nantes ricevette una fotografia, sul retro della quale c'èra un biglietto scritto a mano "Sono ancora vivo". L'immagine mostra due dei bambini di Dupont de Ligonnès - Arthur, il più grande, e Benoît, il più giovane, seduti al tavolo della cucina. Non si sa chi abbia scattato e chi abbia inviato la foto.

### Assalto al monastero
Il 9 gennaio 2018, la polizia armata ha fatto irruzione nel monastero di Saint-Desert a Roquebrune-sur-Argens, il villaggio in cui è stato visto l'ultima volta Xavier Dupont de Ligonnès, dopo che diversi fedeli hanno affermato di averlo visto lì. La polizia inizialmente faticò a ottenere progressi nelle indagini perché i monaci del monastero fecero voto di silenzio. Tuttavia, dopo una ricerca di due ore e mezza, hanno stabilito che le varie dichiarazioni erano errate, e la persona ritenuta essere Dupont de Ligonnès era un monaco che gli somigliava.

### Arresto all'aeroporto di Glasgow
L'11 ottobre 2019, un uomo è stato arrestato all'aeroporto di Glasgow in Scozia dopo essere arrivato con un volo dall'aeroporto di Parigi Charles de Gaulle. A seguito di un avviso di un'informazione API (advance passenger information), l'Interpol di Londra aveva informato le autorità francesi venerdì 11 ottobre che un passeggero che aveva prenotato un volo Parigi-Glasgow sabato 12 ottobre aveva inserito i dettagli API corrispondenti a un passaporto francese rubato. Sospettando che il passaporto potesse essere stato utilizzato da Xavier Dupont de Ligonnès, le autorità francesi avevano pianificato di essere presenti al gate di imbarco dell'aeroporto Charles de Gaulle per il volo del sabato, per intercettare il passeggero e verificare la sua identità. Tuttavia, il passeggero ha apportato una modifica dell'ultimo minuto alla sua prenotazione del volo, volando invece a Glasgow venerdì sera. Era troppo tardi perché le autorità francesi potessero recarsi all'aeroporto di Parigi, così chiesero ai loro omologhi scozzesi di intercettare il passeggero all'arrivo a Glasgow. Il passeggero è stato debitamente arrestato dalla polizia scozzese, che gli prese le impronte prima di dire alle autorità francesi: "Questo è il vostro uomo". L'informazione fu rilasciata ai media e la storia ricevette enorme copertura giornalistica in Francia. Tuttavia, nel frattempo, le autorità francesi avevano studiato le immagini delle telecamere a circuito chiuso dell'aeroporto Charles de Gaulle e dubitavano che l'uomo fosse Dupont de Ligonnès; i loro dubbi aumentarono quando la polizia scozzese si rifiutò di inviare in Francia i risultati delle impronte digitali.
Il 12 ottobre, a seguito di impronte digitali più approfondite e di un test del DNA, fu annunciato che l'uomo arrestato non era Xavier Dupont de Ligonnès, ma un cittadino francese di origine portoghese di 69 anni in visita a Dunoon dalla moglie scozzese. L'uomo è stato rilasciato senza accusa. È stato rivelato che l'uomo aveva denunciato il furto del passaporto nel 2014, ma da allora aveva acquisito un passaporto sostitutivo valido e legittimo e da allora ha viaggiato regolarmente con quel passaporto.
A seguito di questa rivelazione, in Francia si sono sollevate critiche su come i media dessero per scontate le dichiarazioni ufficiali della polizia.

### Teorie alternative

#### Teoria dell'emigrazione
Nonostante Christine de Ligonnès inizialmente dubitasse dell'autenticità della lettera dell'11 aprile 2011 (pur sostenendo l'innocenza di suo fratello), iniziò a dichiarare ai media nel marzo 2012 che "fondamentalmente, Xavier e la sua famiglia sono partiti per gli Stati Uniti perché la loro sicurezza era minacciata in Francia. I corpi trovati sotto il patio non possono essere quelli di Agnès e dei bambini". Christine crede che "le informazioni trapelate ai media provengano da fonti interessate a far sparire la famiglia", Nel 2013, nel blog che ha creato con il marito, Bertram de Verdun, menziona un'e-mail che suo fratello ha scritto a due amici nel luglio 2010. Scrisse di "incidenti" che potevano accadere alla sua famiglia, e concludeva con le parole: "Quindi spero che, anche dopo un'indagine della polizia, i miei genitori, fratelli e sorelle non saranno mai portati a credere che io abbia causato intenzionalmente questi incidenti (anche se le prove saranno forti)".

#### Opinioni della famiglia e del loro avvocato sull'indagine
Secondo il signor Goldenstein (l'avvocato di Geneviève Dupont de Ligonnès, la madre del sospettato; Christine, sua sorella; e Bertram de Verdun, il marito di Christine): "Non sappiamo nemmeno quando le vittime siano state uccise. L'autopsia indica una morte tra i 10 e i 21 giorni prima della loro scoperta. Tale imprecisione è davvero sorprendente. [. . . ] In realtà, nulla è certo in questa vicenda, a parte il fatto che alcuni corpi sono stati trovati al 55 boulevard Schuman. [. . . ] Sono state condotte indagini, ma tutto ciò che ci hanno permesso di accertare è che i corpi condividono lo stesso DNA. Nessuna analisi ha confrontato questo DNA con quello di Agnès Hodanger. Inoltre, il mio cliente conferma che l'altezza e il peso dei corpi non corrispondono alle dimensioni note dei membri della famiglia. A mio parere, questo costituisce una negligenza nello svolgimento dell'autopsia.. [. . . ] Quello che so anche è che un uomo da solo non può scavare quel buco sotto il patio, nemmeno un uomo accecato dalla rabbia e dall'odio: sono stati spostati 2,5 metri cubi di terra. La relazione si basa sull'idea che Xavier Dupont abbia ucciso la sua famiglia prima di seppellirla. Nessun'altra pista è stata esplorata. Non so chi abbia ucciso questa famiglia. Niente delle loro vite mi porterebbe a credere che qualcuno ce l'avrebbe con loro fino a questo punto. Questa è la conclusione dei miei clienti. Poiché nessuno avrebbe potuto ucciderli, il fatto è che non sono morti".
Christine de Verdun descrisse anche sul suo blog le difficoltà che avrebbe incontrato una persona che seppellisce cinque persone sotto il patio del giardino. Fornisce fotografie della nicchia in cui sono stati scoperti i corpi e afferma che lo spazio è alto 1,2 metri (poco meno di 4 piedi). Pertanto, l'autore avrebbe dovuto lavorare a 4 zampe, senza lunghi strumenti (compresa la pala e la zappa acquistati da Xavier poco prima degli omicidi). Christine afferma anche che nel giardino non è stata trovata terra spostata, nel qual caso l'autore avrebbe dovuto usare un telone, poi spostato a mano 5 tonnellate di terra senza lasciare alcuna traccia di questa terra. Inoltre, Christine afferma che Xavier aveva problemi al collo e alla schiena e non sarebbe stato fisicamente in grado di svolgere un simile compito. Infine, si presume che, a causa della scarsa altezza del luogo, l'autore avrebbe dovuto probabilmente sbattere la testa e strofinato ripetutamente i capelli sul soffitto, ma non sono state trovate tracce di pelle, sangue o DNA umano.

#### Potenziali avvistamenti
La polizia ha ricevuto più di 900 segnalazioni da persone che credevano di aver individuato Xavier. In particolare, qualcuno che corrispondeva alla sua descrizione fisica è stato ripreso dalle telecamere a circuito chiuso in un casinò di Néris-les-Bains e la polizia ha successivamente concentrato la sua ricerca in quella zona.

## Documentari e fiction televisive
Almeno cinque documentari e speciali report sul caso sono stati trasmessi dalla televisione francese.
L'emittente francese TF1 ha prodotto una serie drammatica ispirata agli eventi. Sebbene la trama sia fittizia, è basata sul caso Dupont de Ligonnès, così come su quello di John List. La trama ruota attorno a un uomo, Thomas Kertez (interpretato da Kad Merad), sua moglie Alice (Laurence Arné) e il loro figlio di otto anni Romain (Gaspard Pasquet), una famiglia normale le cui vite vengono sconvolte quando la polizia sospetta che Thomas vive sotto una falsa identità ed è in realtà Antoine Durieux-Jelosse, un uomo sospettato di aver ucciso la sua famiglia 15 anni prima prima di fuggire e da allora non è stato più visto. Thomas viene indagato dalla polizia e cerca di provare la sua innocenza, sia alla polizia che alla sua famiglia. Le riprese della serie, composta da due episodi di 45 minuti, si sono svolte a dicembre 2018 e la serie è stata trasmessa nel settembre 2019.
Nel 2020, Netflix ha trasmesso la serie Unsolved Mysteries e gli omicidi di Dupont de Ligonnès sono stati indagati nel terzo episodio, "House of Terror", la Casa degli orrori.